# Jürg Marmet
Jürg Marmet, né le 14 septembre 1927 et mort le 8 mars 2013, était un alpiniste suisse, auteur de la seconde ascension de l'Everest.

## Biographie
Le 24 mai 1956, Ernst Schmied et Jürg Marmet, qui sont membres de l'expédition suisse au Lhotse, gravissent l'Everest depuis le col Sud, depuis le même camp de base. Ils sont les troisième et quatrième hommes sur l'Everest, après Edmund Hillary et Tensing Norgay en 1953.